# Municipio de Delapre
El municipio de Delapre (en inglés: Delapre Township) es un municipio ubicado en el condado de Lincoln en el estado estadounidense de Dakota del Sur. En el año 2010 tenía una población de 1805 habitantes y una densidad poblacional de 20,25 personas por km².

## Geografía
El municipio de Delapre se encuentra ubicado en las coordenadas 43°27′47″N 96°50′46″O / 43.46306, -96.84611. Según la Oficina del Censo de los Estados Unidos, el municipio tiene una superficie total de 89.15 km², de la cual 89,15 km² corresponden a tierra firme y (0 %) 0 km² es agua.

## Demografía
Según el censo de 2010, había 1805 personas residiendo en el municipio de Delapre. La densidad de población era de 20,25 hab./km². De los 1805 habitantes, el municipio de Delapre estaba compuesto por el 97,56 % blancos, el 0,17 % eran afroamericanos, el 0,44 % eran amerindios, el 0,72 % eran asiáticos, el 0,28 % eran de otras razas y el 0,83 % eran de una mezcla de razas. Del total de la población el 0,72 % eran hispanos o latinos de cualquier raza.